# Mas Pedrafita
|  | Aquest article tracta sobre el mas de Vila-rodona. Si cerqueu el mas de Rubió, vegeu «Mas de Pedrafita». |

El Mas Pedrafita és un monument protegit com a bé cultural d'interès local del municipi de Vila-rodona (Alt Camp).

## Descripció
Aquesta masia està situada al peu de la carretera de Rodonyà. Presenta l'estructura característica de la masia catalana: un nucli central primitiu i dependències afegides posteriorment. El nucli central consta de planta baixa, dos pisos i golfes. A la planta baixa es troben les cuines i estances de servei, i als pisos superiors hi ha el saló-menjador i els dormitoris. A l'últim pis hi ha les golfes. La façana principal es disposava originalment en forma simètrica, actualment modificada en les obertures. Dels cossos annexos és remarcable el celler, de planta rectangular i amb un interessant volta de canó. El material bàsic de construcció és la pedra i les ampliacions són de tàpia.

## Història
S'han trobat fragments d'àmfora i ceràmica en superfície que permet datar l'ocupació humana d'aquesta zona a l'entorn del segle I aC en la seva fase inicial i on s'establí posteriorment un assentament rural tardorepublicà que subsistí fins a segle ii.
El mas es troba documentat des de l'època medieval. La part vella data del 1400, tot i que és en el segle xvi quan adquireix la seva configuració més important. La resta de construccions s'han anat afegint al llarg del temps. Els hereus van tenir el cognom Domingo fins al 1662, quan la pubilla, Ángela Domingo, es casà amb Jaume Galofré, donant el cognom actual.
La font que es troba a la part de darrere de la masia és datada l'any 1869 i el celler té dues inscripcions, a la part interior i exterior, de l'any 1882. El mas té una extensió de 300 ha de vinya conreades pels masovers, ja que els propietaris no hi viuen, i només hi van els caps de setmana i a l'estiu.